# Famously Single
Famously Single là một chương trình truyền hình thực tế của Mỹ được công chiếu vào ngày 14 tháng 6 năm 2016, trên kênh truyền hình cáp E!. Chương trình nói về tám người nổi tiếng độc thân, chuyển đến sống cùng nhau và cố gắng giải quyết các vấn đề tình cảm của họ.

## Sản xuất
Chương trình được công chiếu vào ngày 14 tháng 6 năm 2016.
Chương trình đã được làm mới cho mùa thứ hai, khởi chiếu vào ngày 25 tháng 6 năm 2017. 

## Người tham gia

### Phần 1
- Brandi Glanville – nhân vật truyền hình, nổi tiếng khi xuất hiện trong The Real Housewives of Beverly Hills.
- Pauly D – nhân vật truyền hình và DJ, được biết đến với vai chính trong chương trình thực tế Jersey Shore của MTV.
- Aubrey O'Day – ca sĩ kiêm nhạc sĩ và nhân vật truyền hình.
- Josh Murray – nhân vật truyền hình, người chiến thắng mùa thứ mười của loạt cuộc thi thực tế The Bachelorette.
- Jessica White – người mẫu.
- Willis McGahee – cựu cầu thủ bóng đá Mỹ.
- Somaya Reece – nghệ sĩ nhạc Latin, đã xuất hiện trên VH1 's Love &amp; Hip Hop: New York.
- Calum Best – người mẫu kiêm nhân vật truyền hình.
- Tiến sĩ Darcy Sterling - Chuyên gia quan hệ công chúng, Nhà trị liệu tâm lý
- Laurel House - nhà coaching Hẹn hò & Trao Quyền và Tác giả của "Screwing The Rules"
- Robert Mack - Chuyên gia Tâm lý Tích cực và Tác giả "Love from the Inside Out"

### Mùa 2
- Tiffany Pollard – nhân vật truyền hình thực tế trên Flavor of Love, I Love New York, New York Goes to Hollywood, New York Goes to Work, Celebrity Big Brother, Family Therapy with Dr. Jenn, Botched và The Next: 15.
- Dorothy Wang – nhân vật truyền hình thực tế được biết đến từ Rich Kids of Beverly Hills.
- Malika Haqq – nhân vật truyền hình thực tế được biết đến khi xuất hiện trên Hollywood Divas, Dash Dolls, Keeping Up with the Kardashians và các phần tiếp theo.
- Karina Smirnoff – vũ công chuyên nghiệp của Dancing with the Stars.
- Ronnie Ortiz-Magro – ngôi sao truyền hình thực tế trên Jersey Shore.
- Chad Johnson – nhân vật truyền hình thực tế trên The Bachelorette.
- David McIntosh – người mẫu thể hình.
- Calum Best – xã hội của Anh.
- Tiến sĩ Darcy Sterling - Chuyên gia quan hệ, Nhà trị liệu tâm lý
- Robert Mack - Chuyên gia Tâm lý Tích cực và Tác giả "Love from the Inside Out"

## Các tập
| Mùa | Mùa | Số tập | Số tập | Phát sóng gốc       | Phát sóng gốc       |
| Mùa | Mùa | Số tập | Số tập | Phát sóng lần đầu   | Phát sóng lần cuối  |
| --- | --- | ------ | ------ | ------------------- | ------------------- |
|     | 1   | 8      | 8      | 14 tháng 6 năm 2016 | 2 tháng 8 năm 2016  |
|     | 2   | 8      | 8      | 25 tháng 6 năm 2017 | 13 tháng 8 năm 2017 |

### Phần 1 (2016)
| TT. tổng thể | TT. trong mùa phim | Tiêu đề                         | Ngày phát hành gốc  | Người xem tại U.S. (triệu) |
| ------------ | ------------------ | ------------------------------- | ------------------- | -------------------------- |
| 1            | 1                  | What are THOSE?                 | 14 tháng 6 năm 2016 | 0.571                      |
| 2            | 2                  | Who Do You Think You Are?       | 21 tháng 6 năm 2016 | 0.482                      |
| 3            | 3                  | Will They or Won't They?        | 28 tháng 6 năm 2016 | 0.612                      |
| 4            | 4                  | Do You Trust Me?                | 5 tháng 7 năm 2016  | 0.546                      |
| 5            | 5                  | Who Do You Love?                | 12 tháng 7 năm 2016 | 0.516                      |
| 6            | 6                  | You're Falling In Love With Me? | 19 tháng 7 năm 2016 | 0.592                      |
| 7            | 7                  | Wanna Be Saved?                 | 26 tháng 7 năm 2016 | 0.460                      |
| 8            | 8                  | Where Do We Go From Here?       | 2 tháng 8 năm 2016  | 0.432                      |

### Mùa 2 (2017)
| TT. tổng thể | TT. trong mùa phim | Tiêu đề                           | Ngày phát hành gốc  | Người xem tại U.S. (triệu) |
| ------------ | ------------------ | --------------------------------- | ------------------- | -------------------------- |
| 9            | 1                  | Date Marry Dump                   | 25 tháng 6 năm 2017 | 0.469                      |
| 10           | 2                  | Let's Do Some Damage              | 2 tháng 7 năm 2017  | 0.368                      |
| 11           | 3                  | The Disappearance of Calum Best   | 9 tháng 7 năm 2017  | 0.355                      |
| 12           | 4                  | So You're Saying There's a Chance | 16 tháng 7 năm 2017 | 0.371                      |
| 13           | 5                  | Fight Night                       | 23 tháng 7 năm 2017 | 0.349                      |
| 14           | 6                  | Up in Flames                      | 30 tháng 7 năm 2017 | 0.370                      |
| 15           | 7                  | Meet the Twins                    | 6 tháng 8 năm 2017  | 0.530                      |
| 16           | 8                  | Roses and Ring Boxes              | 13 tháng 8 năm 2017 | 0.449                      |

## Phát sóng
Chương trình ra mắt lần đầu tại Hoa Kỳ vào ngày 14 tháng 6 năm 2016.  
Ở quốc tế, chương trình đã được công chiếu lần đầu tại Úc trên phiên bản địa phương của E! vào ngày 16 tháng 6 năm 2016.